# The Invitation (film, 2015)
Pour les articles homonymes, voir The Invitation.
Pour plus de détails, voir Fiche technique et Distribution.
The Invitation est un thriller américain de Karyn Kusama, sorti en 2015.

## Synopsis
Will et sa nouvelle petite amie Kira se rendent à Hollywood Hills chez Eden, l'ex-femme de Will, qui organise un dîner avec son nouveau mari David. Will et Eden ont divorcé tout en essayant de faire face à la mort accidentelle de leur jeune fils. Eden a rencontré David dans un groupe de soutien aux personnes en deuil, et ce sera la première fois qu'un de leurs amis verra le couple depuis plus de deux ans. Les autres invités de David et Eden sont Tommy, Miguel, le petit ami de Tommy, Ben, Claire et Gina. Gina mentionne que son petit ami Choi est en retard. Eden leur présente Sadie, une jeune femme qu'elle et David ont rencontré au Mexique et qui vit avec eux.
Will se sent déconnecté et erre régulièrement seul dans son ancienne maison en revivant de douloureux souvenirs. Dans la cuisine, Will voit Eden gifler Ben quand celui-ci fait une blague sur ses idées New Age. Pruitt, un ami de David et Eden qui partage leur nouvelle spiritualité, arrive à son tour. Will remarque que David a verrouillé la porte d'entrée. David et Eden parlent à leurs invités d'un groupe appelé The Invitation qu'ils ont rejoint avec Pruitt et Sadie. David montre à tout le monde une vidéo dans laquelle le docteur Joseph, le chef du groupe, réconforte une femme à l'article de la mort. Le groupe est mal à l'aise devant ce qui ressemble à une secte malgré les dénégations de David et Eden. Le groupe joue ensuite à un jeu au cours duquel Pruitt avoue avoir accidentellement tué sa femme, ce qui accroît le malaise. Claire annonce son départ mais David cherche à l'en dissuader jusqu'à l'intervention de Will, de plus en plus soupçonneux. Claire part, accompagnée de Pruitt, dont la voiture bloque la sienne. Will regarde Pruitt parler à Claire à l'extérieur jusqu'à ce que David confronte Will au sujet de ses soupçons.
Plus tard, Will a une étrange conversation avec Sadie, au cours de laquelle elle lui fait des avances sexuelles. Après l'avoir rejetée, Will a une discussion avec Tommy au sujet de l'atmosphère étrange de la maison. Will reçoit un signal de téléphone portable, qui fonctionne très mal, et écoute un message vocal de Choi indiquant qu'il arrivait chez Eden et David avant les autres invités. Supposant que David et Eden ont fait quelque chose à Choi, Will confronte publiquement le couple au sujet de leur secte. Choi arrive alors à l'improviste, expliquant qu'il a été appelé par son travail au dernier moment. Will est embarrassé, mais les autres supposent que son chagrin au sujet de la mort de son fils le pousse à se comporter de façon irrationnelle.
Dans l'ancienne chambre de son fils, Will trouve un ordinateur portable avec une vidéo sinistre du fondateur de The Invitation. David veut porter un toast avec tous les invités mais Will brise les verres, craignant qu'ils soient empoisonnés. Cependant, Gina boit le sien avant. Sadie s'en prend à Will qui, par accident, la rend inconsciente. Gina s'effondre et meurt soudainement, révélant que Will avait raison à propos des boissons. David, Eden et Pruitt attaquent alors les invités, tuant Miguel, Choi et Ben. Will, Kira et Tommy s'enfuient et se cachent dans la maison. Regrettant cette tuerie, Eden est réconfortée par David, qui lui assure que ce qu'ils font est le seul moyen d'être libérés de leur douleur. Will récupère un tisonnier de cheminée et voit Sadie mourante après avoir été blessée, probablement par Tommy.
Pruitt trouve et attaque Will. Il est sur le point de le tuer lorsque Kira le frappe à mort avec le tisonnier. Eden tire sur Will dans l'épaule, puis sur elle-même dans l'estomac. David attaque Tommy, mais Tommy poignarde David à mort. Alors qu'elle meurt, Eden demande à Will de l'emmener dans le jardin. Kira et Will voient des hélicoptères voler au-dessus du quartier. Pendant qu'ils regardent, Will voit des dizaines de maisons avec la même lanterne rouge que David avait allumée plus tôt dans la soirée. Will se rend compte que le chaos gagne Los Angeles alors que d'autres membres de la secte à travers la ville réalisent des plans similaires à ceux de David et Eden alors que le son des sirènes s'intensifie un peu partout.

## Fiche technique
- Titre original et français : The Invitation
- Réalisation : Karyn Kusama
- Scénario :  Phil Hay et Matt Manfredi
- Direction artistique : Tom Obed
- Décors : Ben Plunkett
- Costumes : Alysia Raycraft
- Photographie : Bobby Shore
- Montage : Plummy Tucker
- Musique : Theodore Shapiro
- Production : Phil Hay, Matt Manfredi, Martha Griffin et Nick Spicer
- Pays d’origine :  États-Unis
- Langue originale : anglais
- Format : couleur - 2.35:1 -  Son Dolby numérique - 35 mm
- Genre : thriller, horreur
- Durée : 100 minutes
- Dates de sortie : 
  - États-Unis : 13 mars 2015 (South by Southwest) ; 8 avril 2016 (sortie nationale)
  - France : 8 juillet 2016 (VOD)

## Distribution
- Logan Marshall-Green (VF : Rémi Bichet) : Will
- Tammy Blanchard : Eden
- Michiel Huisman (VF : Eilias Changuel) : David
- Emayatzy Corinealdi (VF : Geraldine Asselin) : Kira
- Lindsay Burdge (VF : Marie Tirmont) : Sadie
- Jordi Vilasuso : Miguel
- Mike Doyle (VF : Pierre Tessier) : Tommy
- Jay Larson : Ben
- John Carroll Lynch (VF : Jean-François Aupied) : Pruitt
- Michelle Krusiec (VF : Caroline Victoria) : Gina
- Karl Yune (VF : Benjamin Gasquet) : Choi
- Marieh Delfino (VF : Léovanie Raud) : Claire
- Toby Huss (VF : Vincent Violette) : le docteur Joseph

 Source et légende : version française (VF) sur RS Doublage

## Accueil critique
Le film reçoit un accueil critique globalement favorable, recueillant 88 % de critiques positives, avec un score moyen de 7,5⁄10 et sur la base de 91 critiques collectées, sur le site Rotten Tomatoes. Sur le site Metacritic, il obtient un score de 74⁄100, sur la base de 21 critiques collectées.

## Distinctions

### Récompenses
- Festival international du film de Catalogne 2015 : meilleur film
- Festival européen du film fantastique de Strasbourg 2015 : Octopus d'or du meilleur long-métrage fantastique international
- Festival international du film fantastique de Neuchâtel 2015 : prix de la critique
- Fangoria Chainsaw Awards 2017 : meilleur scénario

### Nominations
- Fangoria Chainsaw Awards 2017 : meilleur film à sortie limitée, meilleur acteur (Logan Marshall-Green) et meilleur acteur dans un second rôle (John Carroll Lynch)